# Підгорянська сільська рада
Підгорянська сільська рада — колишній орган місцевого самоврядування у Кобеляцькому районі Полтавської області з центром у c. Підгора.

## Населені пункти
Сільраді були підпорядковані населені пункти:
- c. Підгора
- с. Чкалове